# Navigation sur le lac de Constance

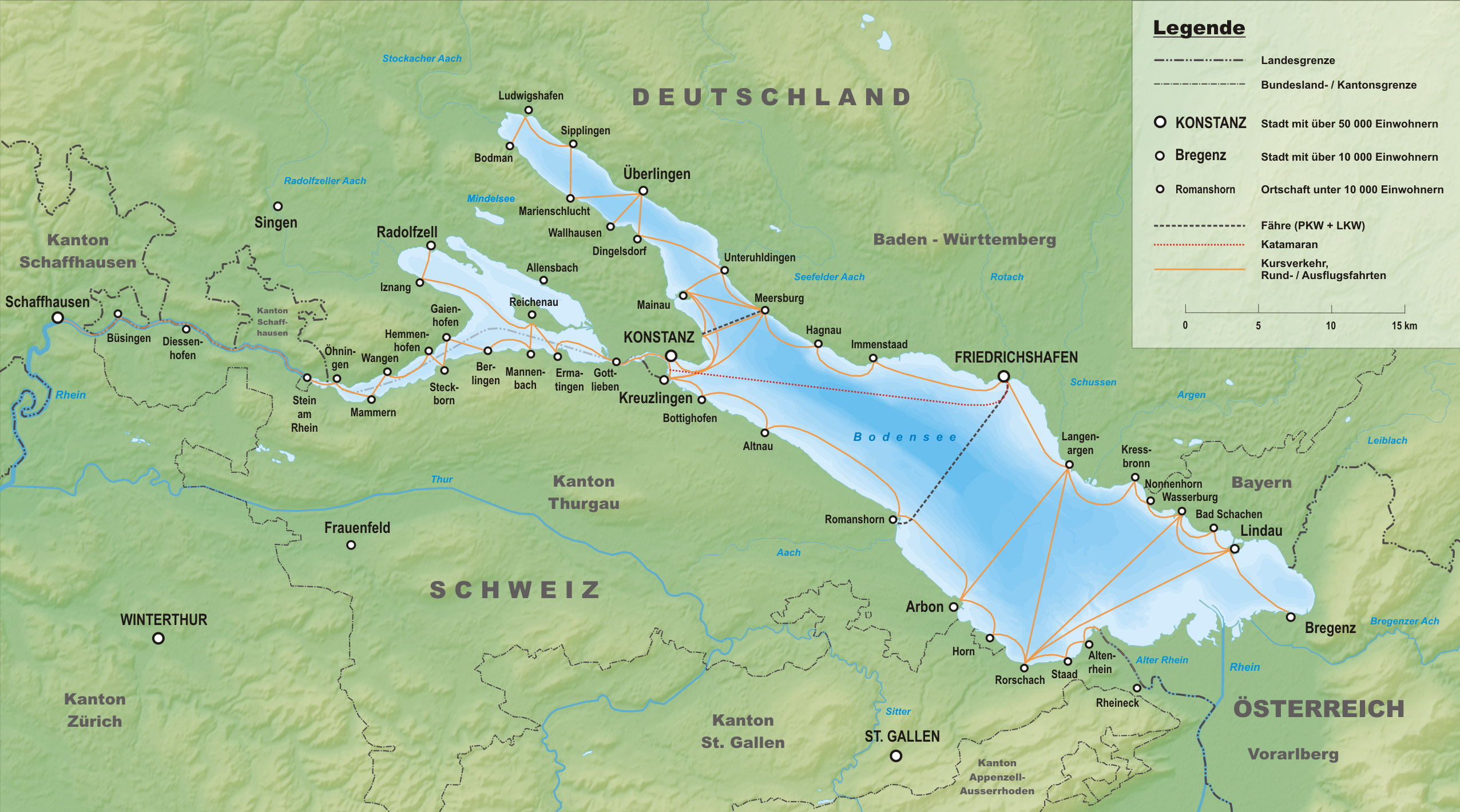
Carte des liaisons lacustres du lac de Constance.

Le lac de Constance (Bodensee) possède la plus grande flotte de plaisance d'Europe pour le transport public.
Au contraire du lac Léman, qui est pourtant lui aussi transfrontalier, où le transport public est principalement assuré par une compagnie, et de la plupart des lacs suisses, on trouve plusieurs compagnies assurant le transport des voyageurs. Jusque dans les années 1990, c'étaient les compagnies nationales de chemin de fer qui exploitaient les bateaux sur le lac de Constance: les CFF en Suisse, la DB en Allemagne et les ÖBB en Autriche.

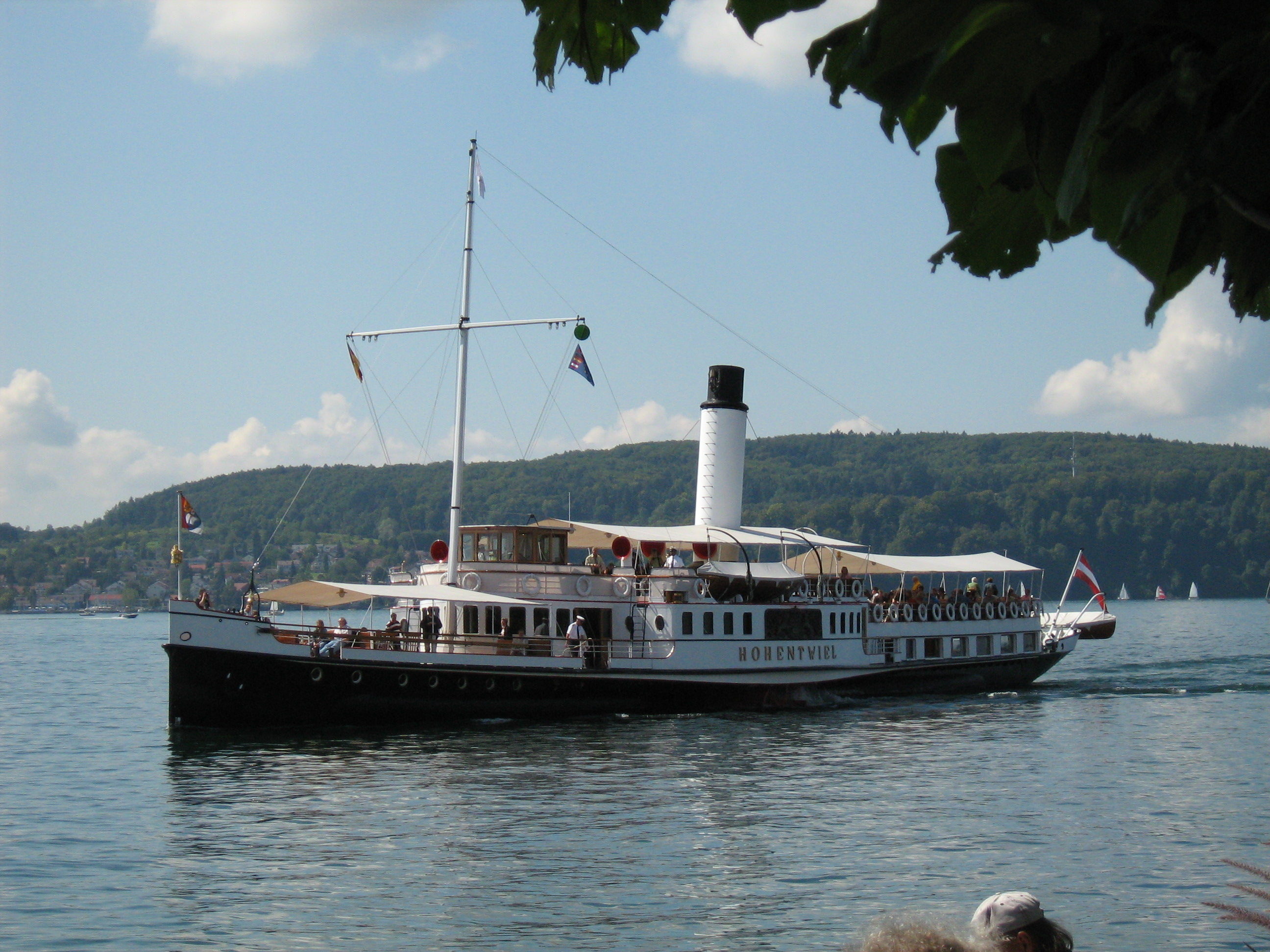
Vapeur Hohentwiel.

Le premier bateau à vapeur, le DS Wilhelm, a été introduit en 1824 à l'initiative du baron de Cottendorf Johann Friedrich Cotta, pour assurer la liaison entre Rorschach et Friedrichshafen. De nos jours, le vapeur autrichien Hohentwiel a été sauvé de la ferraille et restauré ; c'est le dernier bateau encore mû à la vapeur sur le lac.

## Transport de personnes

### LaFlotte blanche

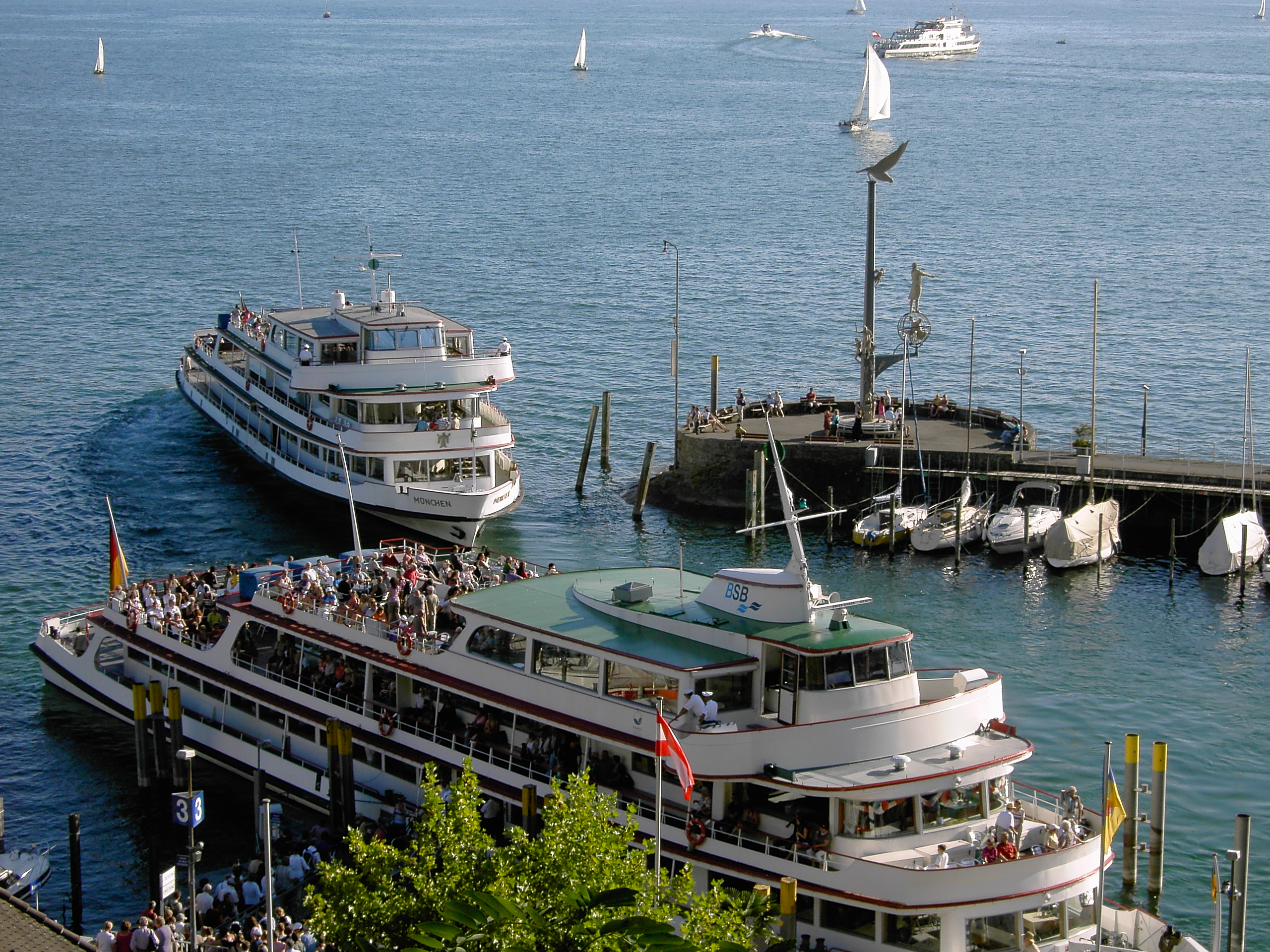
Les MS München et Stuttgart de la BSB à Meersburg.

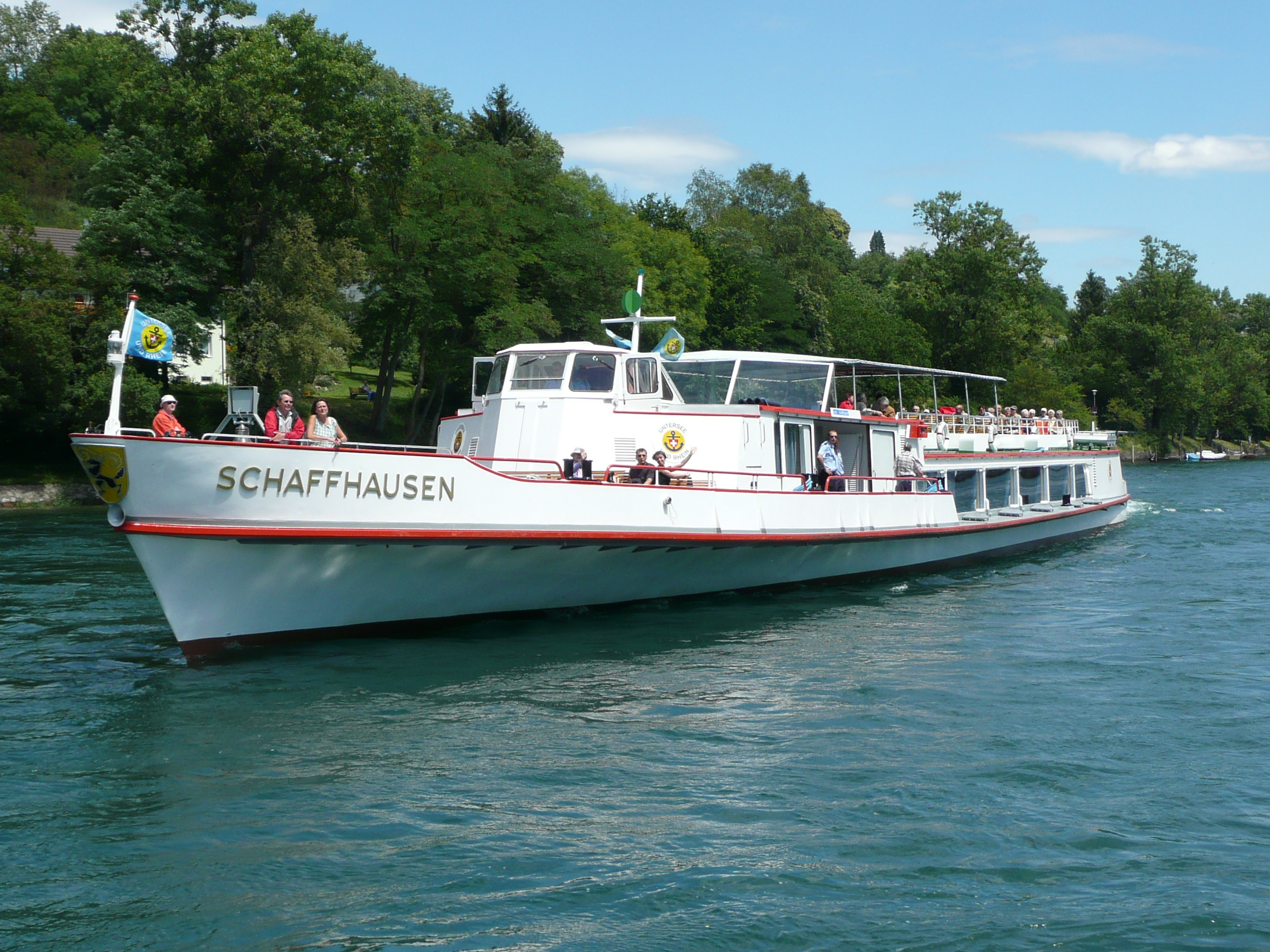
MS Schaffhausen de la URh.

De nos jours, le transport de personnes est assuré par la Flotte blanche (de) qui regroupe les principales compagnies de navigation des trois pays au sein de la Vereinigten Schifffahrtsunternehmen für den Bodensee und Rhein (VSU), l'union des entreprises de transport maritimes pour le lac de Constance et le Rhin. La flotte blanche regroupe ainsi quelque 35 navires.
Font partie de cette union :
- SBS Schifffahrt AG Romanshorn

La compagnie suisse de navigation sur le lac de Constance, anciennement CFF (SBB-Schiffsbetrieb), puis indépendante depuis 1997 mais restant en possession des CFF jusqu'en 2007, date à laquelle la SBS a été vendue à un groupe d'investissement privé ;
- SBS Schifffahrt AG Rorschach

L'autre moitié de la compagnie suisse, SBR Schifffahrtsbetrieb Rorschach jusqu'en 2007 ;
- BSB Bodensee-Schiffsbetriebe GmbH à Constance

La compagnie allemande issue de la restructuration de la Deutsche Bahn en 1996, (anciennement Deutsche Bundesbahn). La société dépend de la Stadtwerke Konstanz GmbH depuis le 15 mai 2003 ;
- VLB Vorarlberg Lines-Bodenseeschifffahrt GmbH & Co. à Bregenz

La compagnie autrichienne. Les Österreichische Bundesbahnen se sont séparés de cette branche en 2005 mais continuent de l'exploiter ;
- URh Schweizerische Schifffahrtsgesellschaft Untersee und Rhein à Schaffhouse

Compagnie suisse pour la navigation sur le lac inférieur et le Rhin jusqu'à Schaffhouse.

### Autres exploitants

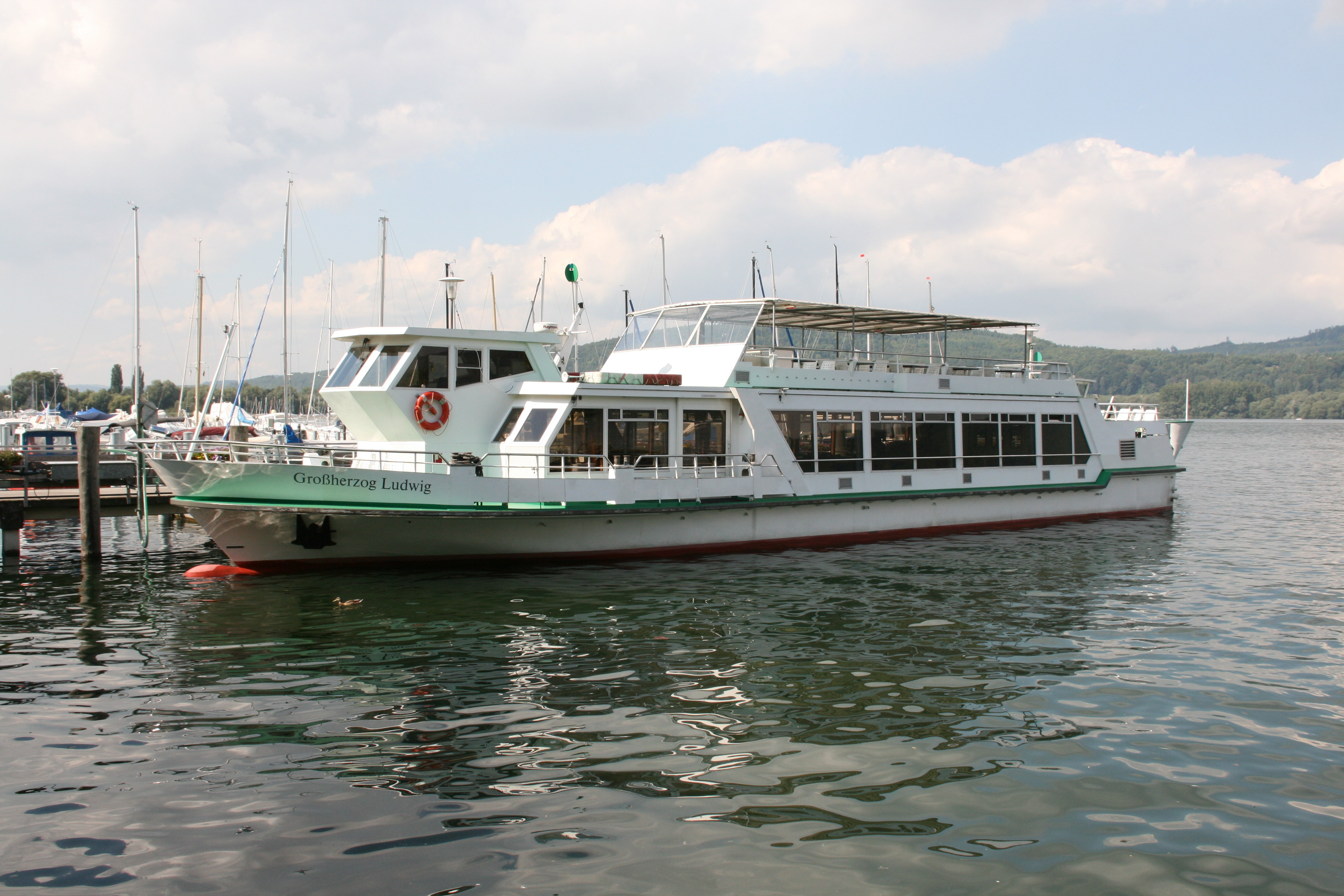
Großherzog Ludwig de la Motorbootgesellschaft Bodman.

D'autres compagnies ne faisant pas partie de la VSU exploitent un ou plusieurs navires sur le lac de Constance, entre autres :
- Stadtwerke Konstanz GmbH (SWK) à Constance : société à l'origine active dans le service du gaz de ville, de l'eau potable et de l'électricité, elle exploite le service de bacs entre Constance et Meersburg. Elle est également la société-mère de la BSB depuis le 15 mai 2003 et copropriétaire des catamarans qui effectuent la liaison rapide avec Friedrichshafen ;
- Hohentwiel Schifffahrtsgesellschaft m.b.H. à Hard qui exploite le vapeur Hohentwiel ;
- Schifffahrtsbetrieb Heidegger à Überlingen ;
- Motorbootgesellschaft Bodman à Bodman-Ludwigshafen ;
- Schifffahrt Lang à Gaienhofen-Horn ;
- Solarfähre Reichenau Mannenbach à Reichenau.

### Transport rapide de personnes par catamarans

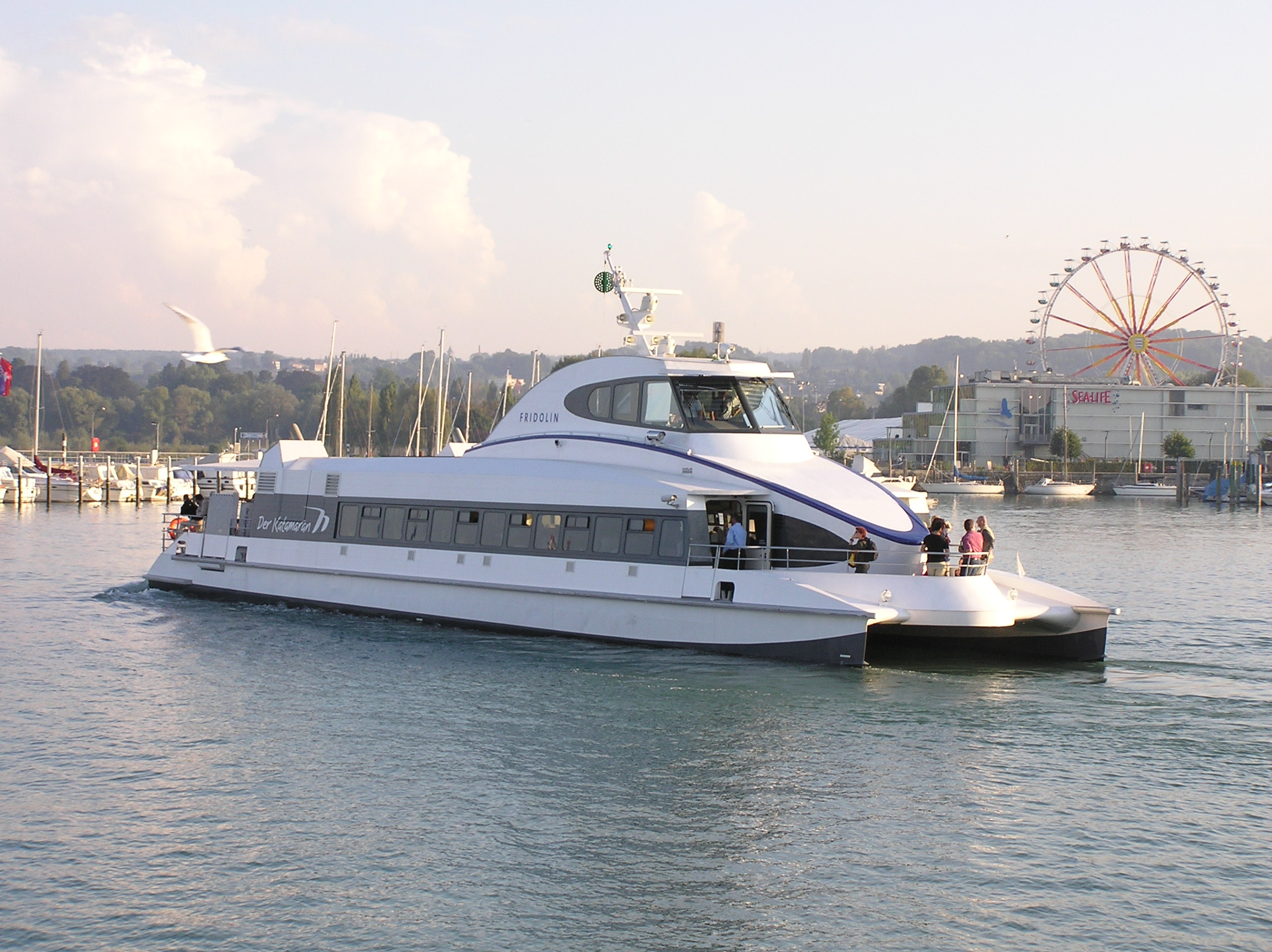
Le catamaran Fridolin.

- La Katamaran-Reederei Bodensee GmbH, société fille appartenant aux Technische Werke Friedrichshafen GmbH (TWF) et Stadtwerke Konstanz GmbH (SWK) possède trois catamarans effectuant la liaison rapide entre Friedrichshafen et Constance. Ils sont exploités par la BSB Bodensee-Schiffsbetriebe GmbH.

### Bateaux

#### Bateaux à grande capacité
| Bateaux                                                                 | Bateaux                             | Mise en service | Capacité               | Notes                                                             |
| ----------------------------------------------------------------------- | ----------------------------------- | --------------- | ---------------------- | ----------------------------------------------------------------- |
| SBS Schweizerische Bodensee Schifffahrt Suisse                          |                                     |                 |                        |                                                                   |
| MS Thurgau                                                              |                                     | 1932            | 500 passagers          |                                                                   |
| MS Zürich                                                               |                                     | 1933            | 500 passagers          |                                                                   |
| MS Säntis                                                               |                                     | 1956            | 320 passagers          | surnommé le « bateau des mariages »                               |
| MS St. Gallen                                                           |                                     | 1967            | 650 passagers          |                                                                   |
| MS Rhyspitz                                                             |                                     | 1970            | 150 passagers          |                                                                   |
| MS Rhynegg                                                              |                                     | 1977            | 300 passagers          |                                                                   |
| MS Alte Rhy                                                             |                                     | 1983            | 60 passagers           |                                                                   |
| URh Untersee und Rhein Suisse                                           |                                     |                 |                        |                                                                   |
| MS Konstanz                                                             |                                     | 1925            | 60 passagers           |                                                                   |
| MS Stein am Rhein                                                       |                                     | 1956            | 300 passagers          |                                                                   |
| MS Thurgau                                                              |                                     | 1965            | 600 passagers          |                                                                   |
| MS Schaffhausen                                                         |                                     | 1970            | 700 passagers          |                                                                   |
| MS Arenenberg                                                           |                                     | 1983            | 580 passagers          |                                                                   |
| MS Munot                                                                |                                     | 1998            | 580 passagers          |                                                                   |
| BSB Bodensee-Schiffsbetriebe Allemagne                                  |                                     |                 |                        |                                                                   |
| MS Baden                                                                |                                     | 1935            | 650 passagers          |                                                                   |
| MS Karlsruhe                                                            |                                     | 1937            | 900 passagers          |                                                                   |
| MS Schwaben                                                             |                                     | 1937            | 790 passagers          |                                                                   |
| MS Stuttgart                                                            |                                     | 1960            | 1 000 passagers        |                                                                   |
| MS Reichenau                                                            |                                     | 1961            | 250 passagers          |                                                                   |
| MS München                                                              |                                     | 1962            | 1 000 passagers        |                                                                   |
| MS Konstanz                                                             |                                     | 1964            | 700 passagers          |                                                                   |
| MS Uhldingen                                                            |                                     | 1974            | 300 passagers          |                                                                   |
| MS Königin Katharina                                                    |                                     | 1994            | 500 passagers          |                                                                   |
| MS Lindau                                                               |                                     | 2006            | 500 passagers          |                                                                   |
| MS Graf Zeppelin                                                        |                                     | 2007            | 700 passagers          |                                                                   |
| MS Überlingen                                                           |                                     | 2010            | 700 passagers          |                                                                   |
| KRB Katamaran-Reederei Bodensee Allemagne (Constance ↔ Friedrichshafen) |                                     |                 |                        |                                                                   |
| KAT Constanze                                                           |                                     | 2005            | 182 passagers 30 vélos |                                                                   |
| KAT Fridolin                                                            |                                     | 2005            | 182 passagers 30 vélos |                                                                   |
| KAT Ferdinand                                                           |                                     | 2007            | 182 passagers 30 vélos |                                                                   |
| VLB Vorarlberg Lines-Bodenseeschifffahrt Autriche                       |                                     |                 |                        |                                                                   |
| MS Österreich                                                           |                                     | 1928            | 600 passagers          | hors service dès 2009 ; en voie d'être repris par une association |
| MS Austria                                                              |                                     | 1939            | 1 200 passagers        |                                                                   |
| MS Montafon                                                             |                                     | 1957            | 160 passagers          |                                                                   |
| MS Vorarlberg                                                           |                                     | 1964            | 1 000 passagers        |                                                                   |
| MS Stadt Bregenz                                                        |                                     | 1990            | 300 passagers          |                                                                   |
| MS Alpenstadt Bludenz                                                   | Cliquez sur le texte pour une image | 2004            | 250 passagers          |                                                                   |
| MS Sonnenkönigin                                                        |                                     | 2008            | 1 000 passagers        | bateau événementiel, n'est pas utilisé en exploitation régulière  |
| Hohentwiel Schifffahrtsgesellschaft Autriche                            |                                     |                 |                        |                                                                   |
| DS Hohentwiel                                                           |                                     | 1913            | 700 passagers          | bateau à vapeur                                                   |

#### Bateaux privés à petite capacité
La liste complète est disponible sous www.bodenseeschifffahrt.de.

## Transport d'automobiles

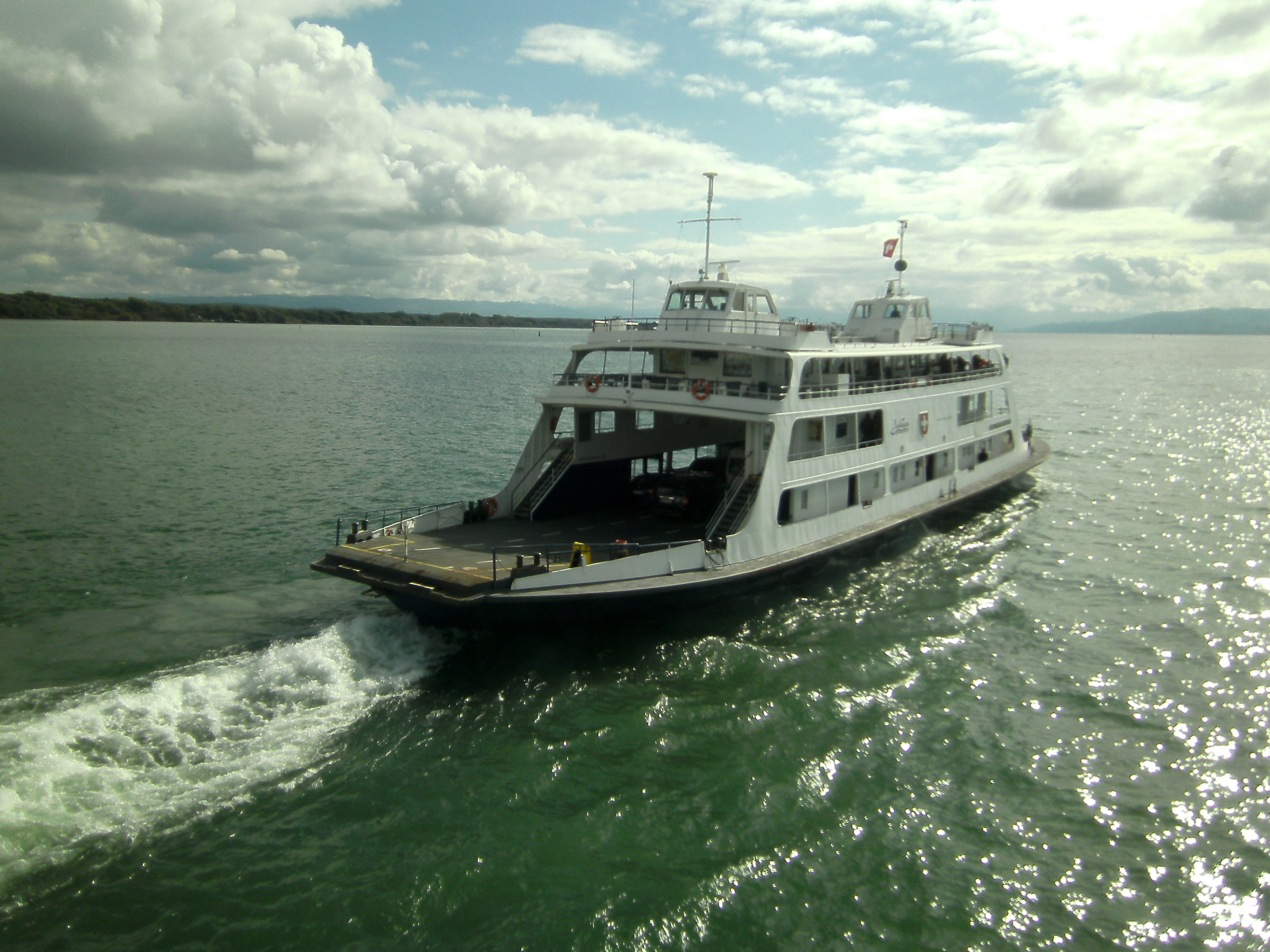
Bac MF Romanshorn quittant Friedrichshafen.

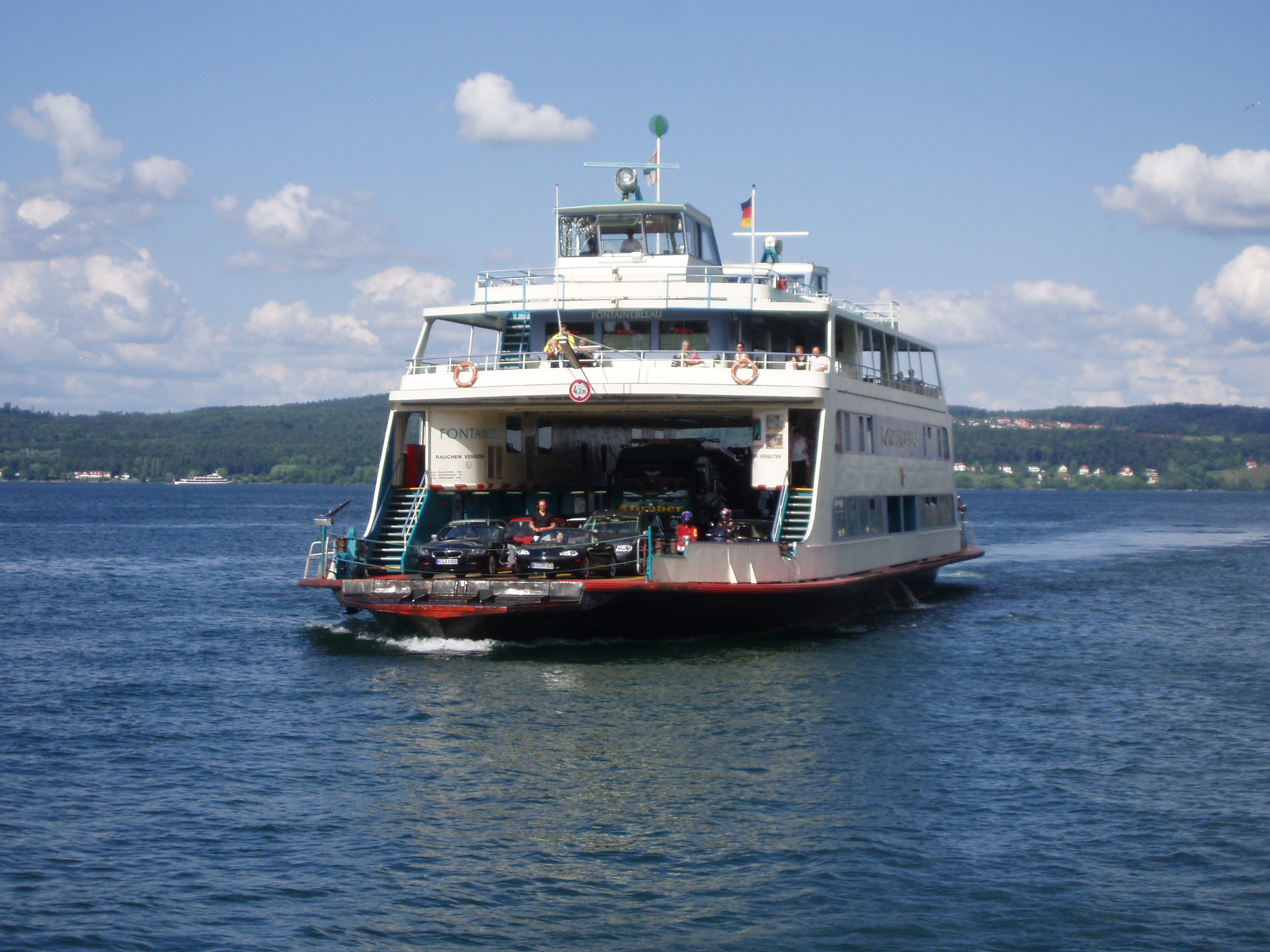
Bac MF Fontainebleau à l'approche de Constance.

Deux services de bac permettant aux automobilistes d'éviter de longs détours par la terre ferme, et embarquent également piétons et cyclistes.

### Romanshorn ↔ Friedrichshafen
La liaison entre Romanshorn et Friedrichshafen a été mise en place par les Chemins de fer fédéraux suisses et son homologue allemande, la Deutsche Reichsbahn, dans le but de charger des wagons de marchandises à voie normale sur bateau. Le premier bac, baptisé MF Schussen du nom d'une rivière allemande qui se jette dans le lac de Constance (MF pour MotorFähre, bac à moteur), a relié pour la première fois Friedrichshafen à Romanshorn le 1er juillet 1929. Contrairement à ses successeurs, le Schussen n'était pas amphidrome. La relation fut maintenue durant la seconde Guerre mondiale, et après la dissolution de la Deutsche Reichsbahn en 1949, la Deutsche Bundesbahn a repris le flambeau.
Les CFF ont fait construire à leur tour deux bateaux, le MF Romanshorn en 1958, et le MF Rorschach huit ans plus tard ; tous deux sont amphidrome et peuvent également embarquer des wagons.
Le transport de véhicules ferroviaires est supprimé au 29 mai 1976, les trois bateaux sont alors dévolus aux véhicules routiers seuls et les rails présents sur leurs ponts sont retirés. Le MF Schussen est retiré du service en 1983 ; il est partiellement démantelé et sa superstructure est transformée en restaurant à terre, et existe toujours à proximité du quai de chargement de Friedrichshafen. Afin de rétablir l'équité entre les deux compagnies de chemin de fer, le 22 mars 1983 le MF Rorschach passe des CFF à la DB et est rebaptisé MF Friedrichshafen. 
En 1996, un nouveau bateau, le MF Euregia vient s'ajouter à la flottille, ce dernier appartient à hauteur de 50 % à chacune des deux compagnies exploitantes.
En règle générale, les MF Romanshorn et Euregia effectuent les traversées et le MF Friedrichshafen reste en réserve dans le port homonyme. Les courses partent chaque heure et, l'aller et retour prenant deux heures, les deux bacs se croisent au milieu du lac.

### Constance ↔ Meersburg
Le premier bac a relié Constance à Meersburg le 30 septembre 1928. De nos jours, 6 bacs exploités par la Stadtwerke Konstanz GmbH (SWK) effectuent la traversée. La liaison est surnommée « Schwimmende Brücke », soit pont flottant en français.
- Autofähre Konstanz–Meersburg (de)

### Bateaux
Tous les bacs opérant ou ayant opéré sur le lac de Constance ont été construits par l'entreprise Bodan-Werft Metallbau GmbH & Co. (de) à Kressbronn, à l'exception du MF Linzgau qui a été construit par MAN-DWE (Deggendorfer Werft und Eisenbau GmbH) à Deggendorf.
| Bateaux                                                                                               | Bateaux | Mise en service   | Mise hors service | Capacité                                      | Notes                                                    |
| --- | ------- | ----------------- | ----------------- | --------------------------------------------- | -------------------------------------------------------- |
| Romanshorn ↔ Friedrichshafen Schifffahrt AG Romanshorn Suisse Bodensee-Schiffsbetriebe GmbH Allemagne |         |                   |                   |                                               |                                                          |
| MF Schussen                                                                                           |         | 1er juillet 1929  | 1983              | 40 voitures ou 10 wagons march. 350 passagers | superstructure utilisée comme restaurant à terre         |
| MF Romanshorn                                                                                         |         | 1958              | en service        | 35 voitures 6 poids-lourds 560 passagers      |                                                          |
| MF Rorschach (1966-1983) MF Friedrichshafen (dès 1983)                                                |         | 1966              | en service        | 44 voitures 500 passagers                     | changement de propriétaire en 1983 : CFF → DB            |
| MF Euregia                                                                                            |         | 1996              | en service        | 50 voitures 9 poids-lourds 700 passagers      | port d'attache : Friedrichshafen propriété partagée      |
| Constance ↔ Meersburg « Schwimmende Brücke » Stadtwerke Konstanz GmbH, Allemagne                      |         |                   |                   |                                               |                                                          |
| MF Konstanz (1928-1930) MF Meersburg (1930-1963) MF Konstanz (dès 2011)                               |         | 30 septembre 1928 | 21 octobre 1963   | 14 à 15 voitures 200 passagers                | aujourd'hui préservé navigue à nouveau dès le 16.07.2011 |
| MF Konstanz                                                                                           |         | 1er juin 1930     | 10 novembre 1970  | 25 voitures 440 passagers                     |                                                          |
| MF Konstanz II (1939–1947) MF Bodan (1947–1963) MF Meersburg (1963–1975)                              |         | 30 avril 1939     | 27 mars 1975      | 30 voitures 600 passagers                     |                                                          |
| MF Linzgau                                                                                            |         | 27 juillet 1952   | 1980              | 30 voitures 600 passagers                     |                                                          |
| MF Thurgau                                                                                            |         | 5 juin 1954       | 1er janvier 2004  | 40 voitures 600 passagers                     |                                                          |
| MF Hegau                                                                                              |         | 5 juin 1957       | 2004              | 40 voitures 600 passagers                     |                                                          |
| MF Fritz Arnold                                                                                       |         | 1er juin 1963     | 2011              | 40 voitures 600 passagers                     |                                                          |
| MF Fontainebleau                                                                                      |         | 3 juillet 1970    | en service        | 40 voitures 600 passagers                     |                                                          |
| MF Konstanz III                                                                                       |         | 27 mars 1975      | en service        | 54 voitures 700 passagers                     |                                                          |
| MF Meersburg III                                                                                      |         | 1er juillet 1980  | en service        | 54 voitures 700 passagers                     |                                                          |
| MF Kreuzlingen                                                                                        |         | 4 juillet 1993    | en service        | 54 voitures 700 passagers                     |                                                          |
| MF Tábor                                                                                              |         | 15 mai 2004       | en service        | 60 voitures 700 passagers                     |                                                          |
| MF Lodi                                                                                               |         | 8 mai 2010        | en service        | 64 voitures 700 passagers                     |                                                          |